# カルトジャンプ
カルトジャンプは、ゲームボーイで1993年9月10日に発売されたクイズゲームである。発売元はバンダイ。

## 概要
タイトルの由来はフジテレビ系のクイズ番組「カルトQ」から。週刊少年ジャンプに関するクイズが出題される。「クイズの王国」に築かれた「ジャンプの塔」をクイズに答えながら冒険するというストーリー。フィールドはRPG風となっている。
最初の塔の3階と最後の塔の3階ではレトロ問題に変えることが可能。レトロ問題でボスを倒すと4階を飛ばして5階に進める。
読者であった当時の低年齢層にとっては常識問題に近いほど難易度が低かったが、2017年時点の30代前後の人物であれば記憶も程良く曖昧になっているため適度な難易度に感じられる場合もある。

## 登場作品

### 通常クイズ
- アウターゾーン
- キャプテン翼
- 究極!!変態仮面
- こちら葛飾区亀有公園前派出所
- 魁!!男塾
- シティーハンター
- ジャングルの王者ターちゃん
- ジャンプ放送局
- ジョジョの奇妙な冒険
- SLAM DUNK
- 聖闘士星矢
- CHIBI
- 珍遊記 -太郎とゆかいな仲間たち-
- ドラゴンボール
- 花の慶次
- 瑪羅門の家族
- 電影少女
- ペナントレース やまだたいちの奇蹟
- BØY
- 北斗の拳
- まじかる☆タルるートくん
- 燃える!お兄さん
- モンモンモン
- 幽☆遊☆白書
- ろくでなしBLUES

### レトロクイズ
- 朝太郎伝
- アストロ球団
- 1・2のアッホ!!
- キックオフ
- 銀牙 -流れ星 銀-
- キン肉マン
- 激!!極虎一家
- 県立海空高校野球部員山下たろーくん
- 硬派銀次郎
- 侍ジャイアンツ
- さわやか万太郎
- シェイプアップ乱
- すすめ!!パイレーツ
- ついでにとんちんかん
- テニスボーイ
- 天地を喰らう
- ドーベルマン刑事
- ど根性ガエル
- ハレンチ学園
- 風魔の小次郎
- ブラック・エンジェルズ
- プレイボール
- 包丁人味平
- ぼくの動物園日記
- よろしくメカドック
- リッキー台風
- リングにかけろ